# ذخیره‌گاه زیست‌کره ایه
ذخیره‌گاه زیست‌کره آیه (به لاتین: Aya Biosphere Reserve) یک ذخیره‌گاه زیست‌کره در ژاپن است که در ژاپن واقع شده‌است.